# Oxytropis albana
Oxytropis albana är en ärtväxtart som beskrevs av Christian von Steven. Oxytropis albana ingår i släktet klovedlar, och familjen ärtväxter. Inga underarter finns listade i Catalogue of Life.